# Land of the Lost
Land of the Lost es una película basada en la serie de televisión de 1974 Tierra de los Perdidos. La película está dirigida por Brad Silberling y protagonizada por Will Ferrell, Anna Friel, Danny McBride y Jorma Taccone. La producción de la película comenzó en marzo de 2008 y fue estrenada el 5 de junio de 2009 por Universal Pictures.

## Sinopsis
Es una película que adapta la serie homónima del año 1974.
Los vórtices espacio-temporales son una calamidad. El Dr. Rick Marshall (Will Ferrell), un científico venido a menos, es atrapado por un vórtice que le lanza a un pasado muy lejano. El científico carece de armas, habilidades e inteligencia para sobrevivir en un universo alternativo en el que pasado, presente y futuro se unen, siendo un desierto la zona más peligrosa, ya que allí cae el puente de San Francisco, carros, la Estatua de la Libertad y un carro de heladero ,cuyo heladero dentro es devorado por dinosaurios. Pero el Dr. Rick Marshall no está solo en esta aventura. Le acompañan la superinteligente investigadora Holly (Anna Friel) y Will (Danny McBride), un fanático de la supervivencia. Perseguidos por T. Rex y acosados por reptiles de una lentitud que exacerbaría a cualquiera, los Sleestaks, los tres dependen de su único aliado, un primate llamado Chaka (Jorma Taccone), para salir de esta dimensión híbrida. Si consiguen escapar, serán héroes. Y si no, muertos.
La banda pasa una noche en una cueva después de sobrevivir a una reunión con un inteligente y rápido Tyrannosaurus apodado "gruñón", que acecha a Marshall para llamarlo estúpido. Marshall recibe un mensaje telepático pidiendo ayuda y se encuentra en las antiguas ruinas. El grupo se encuentra con una raza de hombres lagarto llamados Sleestaks antes de conocer a la persona que envió el mensaje telepático a Marshall, Enik la Altrusian. Explica que fue exiliado por el malvado Zarn que está tratando de hacerse cargo de la Tierra con sus secuaces Sleestak, pero Enik puede evitar esto si Marshall recupera el amplificador de taquiones.
El tropiezo de grupo en un desierto donde muchas cosas de todo el tiempo terminan y se encuentran con muchos Compsognathus, Dromaeosaurios, gruñón, y una hembra Allosaurus. La batalla Allosaurus y gruñón que a lo largo de un vendedor de helados previamente matado hasta tienen la sensación de Marshall y lo persiguen. Marshall mata al Allosaurus con nitrógeno líquido y encuentra que el amplificador fue comido por el Allosaurus. El amplificador es entonces robado por un Pteranodon y llevado a su nido. El grupo llega al nido y Marshall pasos ligeramente a través de los huevos de Pteranodon para recuperar el amplificador, pero cuando se llega a ella, deja de transmitir la banda sonora favorita musical de Marshall A Chorus Line. Cuando los huevos comienzan a eclosionar, Holly se da cuenta de que la música estaba actuando como una especie de canción de cuna mantener al bebé Pteranodons dormido. Marshall, Will y Holly entonar "Espero I Get It", con John Cena inexplicablemente uniéndose, mostrando una impresionante voz para cantar.
Marshall, Will y Cha-ka celebran su buena fortuna. Mientras tanto, Holly se embolsa un huevo de dinosaurio y aprende de una grabación dejada por el tan fallecida Zarn que Enik los engañaba y él es en realidad la planificación para invadir la Tierra. Pero ella es capturada por los Sleestaks que ser traído a la Biblioteca de las Calaveras de juicio. Los demás le salvó de ser ejecutado por ayudar Enik, pero el villano, ahora posee el amplificador, y la mente-control de los ellos Sleestaks-hojas para abrir un portal a la Tierra. Marshall polo bóvedas en la boca de gruñón y después de la eliminación de una obstrucción intestinal, se hace amigo de él. Se une a los demás para derrotar al ejército Sleestak y enfrentar Enik. Después de que se rompió el vínculo de cristal entre el mundo de los perdidos y la Tierra, Enik revela el portal se cerrará para siempre. Pensando rápido, Marshall agarra cristal de Holly y lo inserta en el puerto, a sabiendas de que el cristal sustituto no sostendrá por mucho tiempo. Will decide quedarse a vivir una vida mejor y para evitar Enik de seguir Marshall y Holly vuelta a la Tierra, el aprendizaje más adelante que la hembra Pakuni son muy atractivos.
A Marshall triunfante aparece de nuevo en la actualidad con el huevo de dinosaurio del acebo que trajo de vuelta, durante la promoción de su nuevo libro Matt Lauer Can Suck It. El huevo dejado atrás en la actualidad establece escotillas, una Sleestak bebé que silba como la pantalla se queda en negro.

## Reparto
- Will Ferrell como el Dr. Rick Marshall
- Anna Friel como Holly Cantrell
- Danny McBride como Will Stantom
- Jorma Taccone como Cha-Ka
- John Boylan como Enik
- Matt Lauer como él mismo
- Leonard Nimoy como la voz de Él Zarn
- Douglas Tait como Sleestak

Los actores originales que interpretaron a Holly y Will en la serie de televisión, Kathy Coleman y Wesley Eure, filmaron cameos para la película. Sin embargo, la versión final de la película cortó estas escenas. Bobb'e J. Thompson, Kiernan Shipka (sin acreditar), Dylan Sprayberry y Sierra McCormick aparecieron en un cameo como Tar Pit Kids y Raymond Ochoa como un niño sin acreditación en un museo.

## Dinosaurios
- Tyrannosaurus Rex
- Compsognathus
- Allosaurus
- Dromaeosauridae
- Pteranodon